# Don Baron Jayatilaka
Pour les articles homonymes, voir Jayatilaka.
Sir Don Baron Jayatilaka (singhalais : ශ්‍රීමත් දොන් බාරොන් ජයතිලක, aussi connu D.B. Jayatilaka) (13 février 1868 - 29 mai 1944) est éducateur et un homme politique de Ceylan. Il est vice-président du Conseil législatif de Ceylan et représentant du gouvernement colonial ceylanais à New Delhi. Il est aussi considéré que le porte-drapeau de l'éducation bouddhiste au Sri Lanka.

## Biographie

### Première année
Né à Waragoda dans la banlieue de Kelaniya près de Colombo, Jayatilaka est l'aîné d'une famille composée deux frères et deux sœurs, tous morts en jeunes âges.

### Éducation
Alors qu'il a sept ans, Jayatilaka  est envoyé au Vidyalankara Pirivena (en) où il apprend le singhalais, le pali et le sanskrit avec Ratmalane Sri Dharmaloka Thera (en). Afin d'étudier l'anglais et d'autres matières dans cette langue, il fréquente l'école baptiste locale d'où il est ensuite envoyé au Wesley College (en) de Colombo en 1881. Il réussit ensuite les examens juniors de Cambridge, alors qu'il voyage quotidiennement entre Kelaniya et Pettah. Postulant pour un emploi de commis dans la fonction publique, il est néanmoins encouragé à poursuivre ses études supérieures. Jayatilaka est par la suite diplômé de l'université de Calcutta après des études en anglais et en latin en 1896.

### Carrière d'enseignant
De retour à Ceylan, il se joint au corps enseignant du Wesley College et du Dharmaraja College (en) où il en devient le principal. En décembre 1898, il est nommé principal du Ananda College (en) (anciennement connu en tant que English Buddhist School) et sous contrôle de la Société théosophique. Il sert dans cette fonction jusqu'en décembre 1907.

### Carrière d'avocat

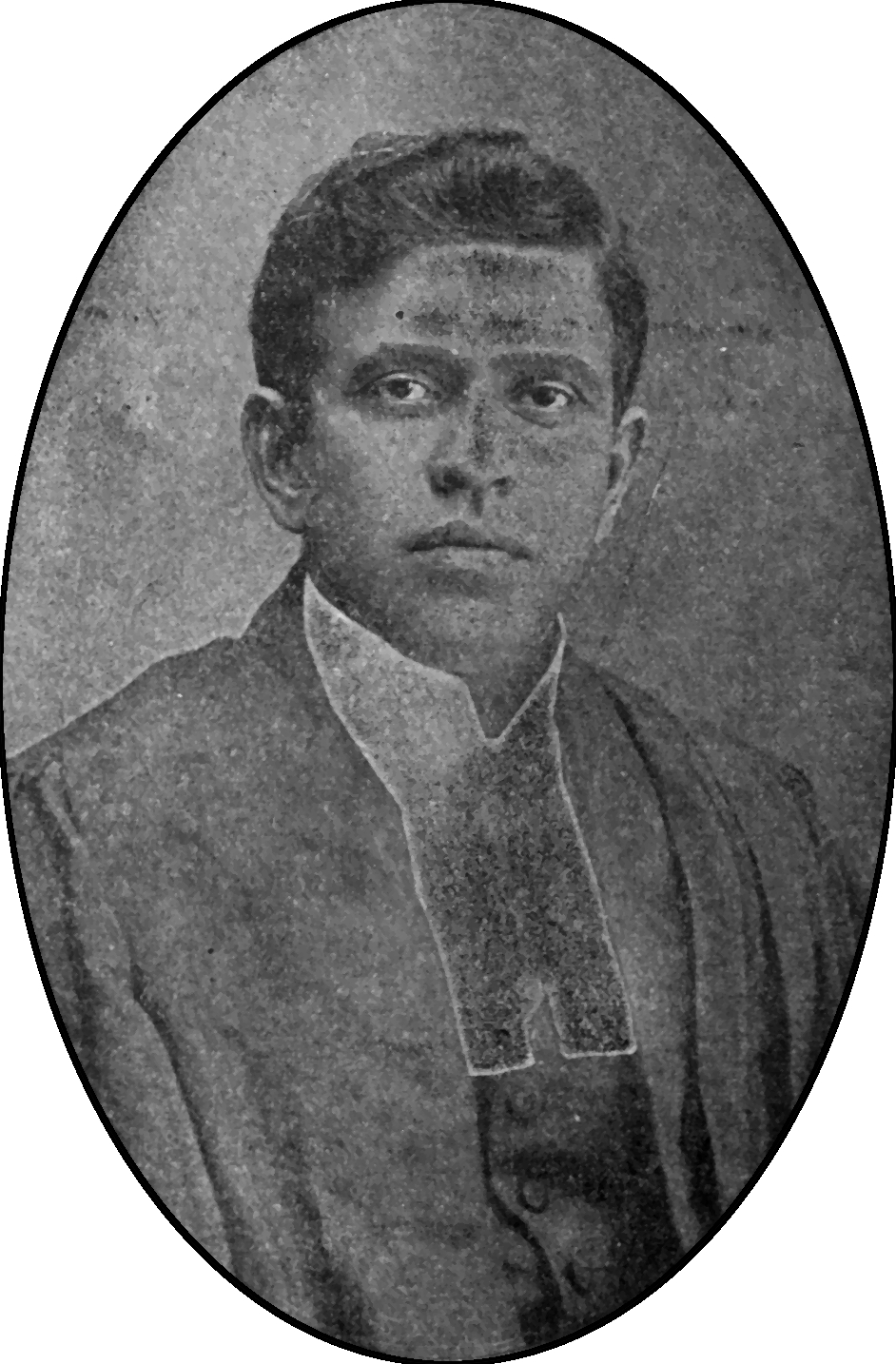
Jayatilaka en tant que jeune avocat.

Quittant pour l'Europe en 1910, il y demeure trois ans. Pendant cette période, il représente Ceylan au Congrès des religions à Berlin. Il réalise également une formation en jurisprudence au Jesus College de l'université d'Oxford en 1913, suivie d'une maîtrise l'année suivante. Nommé au barreau du Lincoln's Inn, il est aussi assermenté avocat à la Cour suprême de Ceylan. Il ouvre un cabinet à Colombo en tant que spécialiste de la loi religieuse bouddhiste, de la temporalité bouddhiste et en droit constitutionnel en tant que membre du Unofficial Bar (en).

### Société théologique
Rencontrant le colonel Henry Steel Olcott en 1890, il se joint à sa campagne pour établir des écoles bouddhistes de langue anglaise à travers le pays. En 1890, il est nommé principal de la Buddhist High School à Kandy (maintenant Dharmaraja College) et ensuite vice-principal de la English Buddhist School de Colombo (maintenant Ananda College) sous l'administration de E. W. Buultjens. L'année suivante en 1898, il succède à Buultjens et contribue après à la création de la Young Men's Buddhist Association (en) à Borella. Il en devient président en 1898 et conserve cette charge jusqu'à son décès.

### Carrière politique

#### Émeutes de 1915 et détention
Durant les Émeutes cingalaises-musulmanes de 1915 (en), il est mis en état d'arrestation et accusé des charges de discours et d'écrits séditieux. Emprisonné sous prétexte de loi martiale, il côtoie plusieurs personnalités locales influentes. Peu après sa remise en liberté, il quitte pour le Royaume-Uni pour faire campagne pour la fin des injustices à Ceylan et pour la mise en place d'une commission royale d'enquête sur les évènements de 1915. Lors de la création de la Ceylon National Congress (en), il en devient représentant à Londres.

#### Conseil législatif
De retour à Ceylan en 1919, il est élu président du Ceylon National Congress en 1923. Peu après, il représente le district de Colombo au Conseil législatif de Ceylan et est élu vice-président à la suite de la démission de James Peiris en 1930 sous la gouverne du président qui était alors occupé par le gouverneur colonial.

#### Conseil d'État

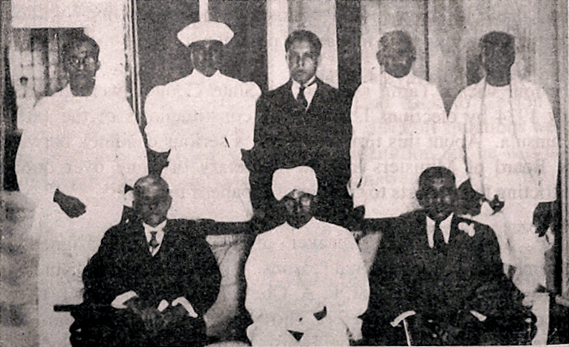
Sir Baron Jayatilaka (À la gauche) est un membre du second Conseil d'État en 1936.

Suivant la réforme constitutionnelle issue de la Commission Donoughmore (en), Jayatilaka est élu représentant de Kelaniya au nouveau Conseil d'État de Ceylan en 1931. Dans cette enceinte, il est choisi en tant que leader de la chambre et ministre de l'Intérieur. Par la suite, il assure la charge de vice-président du premier conseil des ministres (en).
Réélu en 1936, il conserve la charge de leader de la chambre et de ministre de l'Intérieur. Il conserve ces fonctions jusqu'à sa démission en novembre 1942. Durant la Seconde Guerre mondiale, il aide à l'organisation des volontaires pour le déchargement de vivres au port de Colombo après sa désertion suivant les raid du dimanche de Pâques par les forces japonaises.

#### Représentant de Ceylan en Inde
En août 1943, il est envoyé en Inde afin de négocier l'approvisionnement en nourriture à Ceylan après l'arrêt de leurs envoies par le gouvernement indien. Suivant une entente fructueuse, il est nommé représentant de Ceylan en Inde (en) à New Delhi.

## Honneurs
Il est fait Knight Bachelor en 1932 pour ses services en tant que vice-président du Conseil des ministres et Leader du Conseil d'État de Ceylan. Il est aussi Knight Commander de l'ordre de l'Empire britannique en 1943 alors qu'il travaille en Inde.

## Services sociaux
Jayatilaka sert en tant que président de la Royal Asiatic Society of Sri Lanka (en) de 1935 à 1941. Il est éditeur en chef fondateur du Siṃhala śabdakoṣaya, dictionnaire unilingue en singhalais, qui sera complété en 1992, et de son œuvre associée A Dictionary of the Sinhalese Language. Son implication dans ce projet s'étend de 1927 à 1941.
Président de la Young Men's Buddhist Association (en) pendant 46 ans, son influence sur l'organisation permet la promotion de la Dhamma School education qui oblige le don à chaque enfant bouddhiste de Ceylan de la Dharma.

## Vie personnelle
Il épouse Mallika Batuwantudawe, fille de Robert Batuwanthudawa qui est propriétaire de la presse Lanka Abhihawa Visrutha Press qui publie le journal Dinamina (en). Le quotidien sera ensuite racheté par H. S. Perera et D. R. Wijewardena. Le couple aura cinq enfants.

## Mort
En 1944, il tombe malade et commence son retour sur Ceylan. Il meurt à Bangalore d'une crise cardiaque en mai 1944. Sa dépouille est rapatriée par avion spécial à Ceylan pour lui donner les derniers rites.
Jayatilaka rédige son dernier testament en janvier 1933 dans lequel il fait du curateur public son légateur testamentaire. En 2018, il statue à son effigie est érigée à la Thurnburn House de Colombo qui était sa propriété.